# 989 Studios
989 Studios era una división de Sony Computer Entertainment America (SCEA) que se ocupaba de desarrollar videojuegos para las consolas PlayStation y computadoras personales Windows. Sus mayores éxitos en videojuegos incluyen EverQuest, Twisted Metal III y 4, Syphon Filter y Syphon Filter 2, Jet Moto 3, Bust a Groove, y otros. Ahora existe únicamente como la marca 989 Sports propiedad de SCEA que produce juegos de deportes.

## Historia
El desarrollador de videojuegos 989 Sports fue desarrollado a partir de una larga historia de cambios de nombre e intercambios corporativos dentro de la compañía Sony y su central en operaciones en Foster City, California. En agosto de 1995, el negocio de los videojuegos de Sony Imagesoft se fusionó con la rama de desarrollo de producto de SCEA, convirtiéndose en Sony Interactive Studios America (SISA). En abril del año 1998, pasó a llamarse SISA 989 Studios, después de que la dirección regional del edificio trabajaba en el momento (989 E. Hillsdale boulevard, Foster City, California). La parte de desarrollo de 989 EverQuest (y otros juegos en línea para PC) se interrumpió para convertirse en un estudio independiente llamado Verant interactive a principios del año 1999. El 1 de abril de 2000, los estudios 989 fueron incluidos de nuevo en SCEA como un primer grupo de desarrollo de los videojuegos, con el fin de prepararse para la entonces próxima consola de videojuegos PlayStation 2. SCEA continúa lanzando juegos deportivos bajo la marca 989 Sports. Reediciones posteriores y secuelas de juegos de 989 son publicadas bajo el nombre de SCEA en lugar del nombre 989.
989 Studios también estaba trabajando en muchos videojuegos inéditos, que fueron cancelados antes de ser completado, como Dark Guns, Conjuro (PlayStation), Warhawk 2 (PlayStation), Barnstormers (PlayStation) y The Diabolical aventuras de Tobu.

## Videojuegos

### Desarrollados por 989 Studios
- 3Xtreme (1999)
- Bust A Groove (Bust A Move: Dance & Rhythm Action in Japan) (1998)
- Cool Boarders 3 (1998)
- Cool Boarders 4 (1999)
- Cyberstrike 2 (1998) (Microsoft Windows)
- Jet Moto 3 (1999)
- Rally Cross 2 (1999)
- Running Wild (1998)
- Cardinal Syn (1998)
- Tanarus (1998)
- Twisted Metal III (1998)
- Twisted Metal 4 (1999)

### Publicados por 989 Sports
- NFL Xtreme (1998)
- NFL GameDay 99 (1998)
- NCAA Gamebreaker 99 (1998)
- NHL FaceOff 99 (1998)
- NCAA Final Four 99 (1998)
- MLB 2000 (1999)
- NFL Xtreme 2 (1999)
- NCAA GameBreaker 2000 (1999)
- NFL GameDay 2000 (1999)
- NHL FaceOff 2000 (1999)
- Supercross Circuit (1999)
- NCAA Final Four 2000 (1999)
- NBA Shootout 2000 (1999)

### publicados por SCEA bajo la marca de 989 Sports
- MLB 2001 (2000)
- NCAA GameBreaker 2001 (2000)
- NFL GameDay 2001 (2000)
- NBA ShootOut 2001 (2000)
- Cool Boarders 2001 (2000)
- NCAA Final Four 2001 (2000)
- NCAA GameBreaker 2001 (2000)
- NCAA Final Four 2001 (2000)
- Formula One 2001 (2001)
- NHL FaceOff 2001 (2001)
- NBA ShootOut 2001 (2001)
- MLB 2002 (2001)
- NFL GameDay 2002 (2001)
- NBA ShootOut 2002 (2001)
- NCAA Final Four 2002 (2001)
- MLB 2003 (2002)
- NFL GameDay 2003 (2002)
- NCAA GameBreaker 2003 (2002)
- NHL FaceOff 2003 (2002)
- NBA ShootOut 2003 (2002)
- NCAA Final Four 2003 (2002)
- MLB 2004 (2003)
- NFL GameDay 2004 (2003)
- NCAA GameBreaker 2004 (2003)
- NBA ShootOut 2004 (2003)
- NCAA Final Four 2004 (2003)
- MLB 2005 (2004)
- NFL GameDay 2005 (2004)
- NBA (2004)
- MLB 2006 (2005)
- Gretzky NHL 2005 (2004)
- Gretzky NHL 2006 (2005)

### no lanzado por 989 Studios games
- Dark Guns
- Sorcery (PlayStation)
- Warhawk 2 (PlayStation)
- Barnstormers (PlayStation)
- The Diabolical Adventures of Tobu

## 989 Sports Game Locutores / Voces

### NBA Shootout
La serie de videojuegos NBA Shootout contó con Mike Carlucci como locutor PA en cada partido. Carlucci se ha duplicado como anunciador play-by-play en tiroteo 98. Las versiones posteriores de NBA Shootout 97 y la NBA tiene la voz de CBS Sports. jugada-a-jugada Ian Águila como el anunciador jugada-a-jugada

### NFL GameDay
En el GameDay original de la NFL para el ya clásico de PlayStation, había sólo las voces de los jugadores de fútbol. Mike Carlucci se añadió como tanto anunciador play-by-play y PA locutor en la NFL GameDay 97 y NFL GameDay 98. A partir de la NFL GameDay 99, el juego cuenta con una presentación NBC Sports-estilo con el anunciador play-by-play Dick Enberg y Super tazón XXI MVP Phil Simms como comentarista de color. La presentación de estilo deportivo NBC se mantuvo, a partir de la NFL GameDay 2001, después de Enberg comenzó a trabajar en CBS Sports en 2000.

### MLB Béisbol
El primer videojuego en línea de los juegos de Major League Baseball de 989 Sports fue MLB Banderín Race. MLB 98 ha ofrecido Mike Carlucci tanto como locutor PA y play-by-play. MLB 99 tiene Los Angeles Dodgers locutor Vin Scully como jugada-por-jugada, pero ningún comentarista color. A partir de la MLB 2000, el jugador de cuadro de Dave Campbell está emparejado con Vin Scully como comentarista del color.

### NHL FaceOff
A partir del NHL 99 FaceOff, NHL NBC Sports del género jugada-a-jugada, Mike Emrick es el anunciador jugada-a-jugada, y Darren Pang está emparejado con Emrick como un comentarista de color.